# Liebe auf den ersten Schlag
Liebe auf den ersten Schlag (Originaltitel: Les Combattants) ist ein französischer Film von Thomas Cailley aus dem Jahr 2014. Der Film lief in der Sektion „Directors’ Fortnight“ der Internationalen Filmfestspiele von Cannes 2014, wo er den FIPRESCI-Preis für den besten Film aus einer Nebenreihe gewann. Der Kinostart in Deutschland war am 2. Juli 2015.

## Handlung
Arnaud, ein sanftmütiger Schreiner, trifft in den Ferien auf Madeleine, eine widerspenstige junge Frau, die an das Ende der Welt glaubt. Sie versucht sich mit einem harten Training auf den bevorstehenden Weltuntergang vorzubereiten. Da Arnaud ihr gern näherkommen würde, nimmt er mit ihr gemeinsam an einem Survival-Programm der Armee teil. Madeleine ist enttäuscht von dem Programm und nicht willens, sich den Regeln ohne weiteres zu beugen. Als die Programmteilnehmer in Gruppen aufgeteilt eine mehrtägige Wanderung machen sollen, eskaliert die Situation. Als über Funk die Frage nach den Koordinaten der Gruppe gestellt wird, entreißt Madeleine Arnaud, der die Gruppe leitet, die Karte und schlägt ihn zu Boden. Arnaud verlässt daraufhin die Gruppe und das Programm. Madeleine folgt ihm, und die beiden versöhnen sich.
Entschlossen, nicht wieder zurückzugehen, versuchen sie nun, auf sich alleine gestellt im Wald zu überleben. Sie können die anfänglichen Probleme lösen und kommen sich näher. Nachdem Madeleine allerdings selbstgefangenes Wild verzehrt, muss sie sich mehrfach übergeben und wird krank. Arnaud trägt sie daraufhin ins nächste Dorf. Es stellt sich heraus, dass das Dorf aufgrund eines Waldbrandes evakuiert worden ist. Die beiden können, kurz bevor der Brand das Dorf erreicht, gerettet werden und erwachen im Krankenhaus. Madeleines Überzeugungen sind weiterhin ungebrochen.

## Rezeption
Der Filmdienst bezeichnete den Film als „eigenwillige Mischung aus Liebesgeschichte und Überlebensdrama, angesiedelt in einer mythischen Sphäre zwischen Western und Science-Fiction“. Getragen werden der Film „von der Präsenz der Hauptdarstellerin sowie der vorzüglichen Kameraarbeit“.

## Auszeichnungen
Der Film erhielt im Januar 2015 neun Nominierungen bei der 40. César-Verleihung und gewann in den Kategorien Beste Hauptdarstellerin (Adèle Haenel), Bester Nachwuchsdarsteller (Kévin Azaïs) sowie Bester Erstlingsfilm. Azaïs gewann außerdem den Preis für den besten Nachwuchsdarsteller bei den Lumiere Awards und Haenel als beste Darstellerin beim Cairo International Film Festival.
Die Deutsche Film- und Medienbewertung FBW in Wiesbaden verlieh dem Film das Prädikat wertvoll.